# Бесплемяновский
Бесплемяновский — хутор в Урюпинском районе Волгоградской области России.
Население — 249 (2010)

## История
Основан в 1687 году как казачий городок. С 1704 года — станица, с 1849 года — хутор в юрте станицы Петровской Хопёрского округа Земли Войска Донского (с 1870 года — Область Войска Донского). Согласно Списку населённых мест Области войска Донского по переписи 1873 года в хуторе проживало 447 мужчин и 455 женщин.
В 1897 году на хуторе проживало 384 мужчины и 411 женщин. Большинство населения было неграмотным: грамотных мужчин — 123, женщин — 24. Согласно алфавитному списку населённых мест Области Войска Донского 1915 года на хуторе имелись хуторское правление, министерское училище, Дмитриевская церковь, церковно-приходская школа, земельный надел составлял 831 десятину, проживало 629 мужчины и 594 женщины.
В 1921 году в составе Хопёрского округа хутор был передан Царицынской губернии. С 1928 года — в составе Урюпинского района Хопёрского округа (упразднён в 1930 году) Нижне-Волжского края (с 1934 года — Сталинградского края. В 1935 году Бесплемяновский сельсовет передан в состав Добринского района Сталинградского края (с 1936 года Сталинградской области, с 1954 по 1957 год район входил в состав Балашовской области). В 1963 году в связи с упразднением Добринского района хутор Бесплемяновский вновь включен в состав Урюпинского района.

## География
Хутор находится в лесостепи у подножия Калачской возвышенности, примерно в 0,8—1 км от правого берега реки Хопёр. Центр хутора расположен на высоте около 80 метров над уровнем моря. В пойме Хопра имеются небольшие озёра, островки пойменного леса. Почвы — чернозёмы обыкновенные и южные, в пойме Хопра — пойменные нейтральные и слабокислые.
К хутору имеется подъезд от автодороги Урюпинск — Нехаевская. По автомобильным дорогам расстояние до районного центра города Урюпинска составляет 19 км, до областного центра города Волгоград — 350 км.
Климат
Климат умеренный континентальный (согласно классификации климатов Кёппена — Dfb). Многолетняя норма осадков — 479 мм. Хутор расположен в 250 км к югу от среднего значения климато- и ветро- разделяющей оси Воейкова. В течение города количество выпадающих атмосферных осадков распределяется относительно равномерно: наибольшее количество осадков выпадает в мае и июне — 51 мм, наименьшее в марте — 27 мм. Среднегодовая температура положительная и составляет + 6,9 °С, средняя температура самого холодного месяца января −8,9 °С, самого жаркого месяца июля +21,6 °С.
Часовой пояс
Бесплемяновский, как и вся Волгоградская область, находится в часовой зоне МСК (московское время). Смещение применяемого времени относительно UTC составляет +3:00.

## Население
Динамика численности населения по годам:
| 1873 | 1897 | 1915 | 1989 | 2002 |
| ---- | ---- | ---- | ---- | ---- |
| 902  | 795  | 1223 | ≈410 | 298  |

| 2010 |
| ---- |
| 249  |